# 布拉格-維索察妮車站

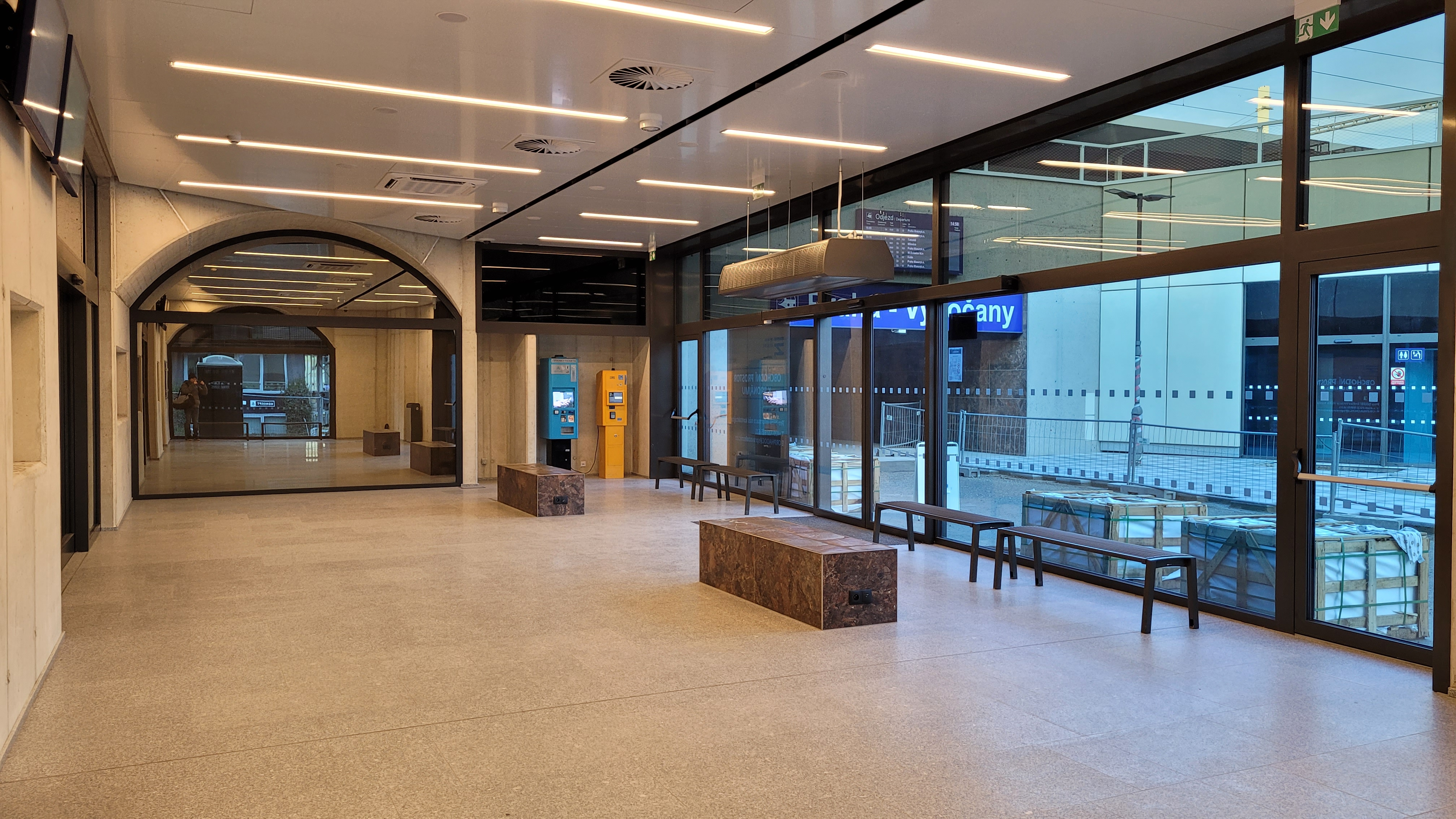
車站內部

布拉格-維索察妮車站（捷克語：Železniční stanice Praha-Vysočany）是位於捷克布拉格維索察妮的一個火車站。鄰近布拉格地鐵B線維索察妮站。
車站啟用於1872年。2021年至2023年間，該車站進行了全面重建，包括新建兩個島式月台和一個外部月台。